# غيرز تاكتيكس
غيرز تاكتيكس (بالإنجليزية: Gears Tactics)‏ هي لعبة فيديو صدرت في 28 أبريل 2020 على مايكروسوفت ويندوز ثم على إكس بوكس ون وإكس بوكس سيريس إكس وسيريس أس في 10 نوفمبر 2020.